# 1390 Abastumani
1390 Abastumani (1935 TA) là một tiểu hành tinh nằm ở rìa ngoài của vành đai chính được phát hiện ngày 3 tháng 10 năm 1935 bởi Shajn, P. ở Simeis (094). Nó được đặt theo tên the spa town thuộc Abastumani, Georgia.